# Breckinridge Center
Breckinridge Center – jednostka osadnicza w Stanach Zjednoczonych, w stanie Kentucky, w hrabstwie Union.